# Эпсилон Южной Гидры
Эпсилон Южной Гидры (ε Hyi) — звезда в созвездии Южной Гидры, бело-голубой гигант. Видимая звёздная величина — 4,06m (видна невооружённым глазом).
Находится на расстоянии около 153 световых лет (47 парсек) от Солнца.